# وندریمر
وندریمر (به فرانسوی: Vandrimare) یک کمون در فرانسه است که در Canton of Fleury-sur-Andelle واقع شده‌است.

## خصوصیات
وندریمر ۶٫۴۸ کیلومترمربع مساحت و ۱٬۰۳۲ نفر جمعیت دارد و ۱۲۴ متر بالاتر از سطح دریا واقع شده‌است.